# Одеська обласна організація НСПУ
Одеська обласна організація НСПУ — структурний підрозділ Національної спілки письменників України в Одеській області.

## Історія
Створена у листопаді 1934 року після Першого з'їзду радянських письменників, який своїми рішеннями звів нанівець літературну групівщину. До цього часу в Одесі існували десятки літературних груп і об'єднань різної спрямованості, які гуртувалися навколо друкованих видань. Серед них пролетарські журнали «Шквал», «Гарт», «Блиски», «Металеві дні» згодом «Літературний Жовтень», газети «Червоний степ», «Чорноморська комуна», що виходили українською мовою. Рушіями були драматург Микола Куліш, прозаїк Іван Микитенко, які тоді працювали в Одесі, тодішні студенти і літератори-початківці Степан Олійник, Сава Голованівський, Кесар Андрійчук, Степан Крижанівський, Олег Килимник, Володимир Іванович та ін. Ініціатором створення спілчанського осередку з понад двох десятків письменників виступив Панько Педа, головою обрали 19-річного Григорія Плоткіна. П. Педа і з ним третина колег були страчені під час репресій 1937—1938 рр. Інших розпорошила Друга світова війна.
Із звільненням Одеси від німецької окупації і поверненням радянського ладу відновились «літературні суботи». На час відновлення Спілки восени 1946 року відбулось понад 100 таких письменницьких зустрічей. У жовтні 1947 року пройшов перший «письменницький понеділок», організований Спілкою радянських письменників, як продовження «літературних субот». У листопаді 1948 року — творчий звіт одеських літераторів, присвячений підготовці до 2-го з'їзду радянських письменників України. Головою Одеського осередку обрали тоді Бандуренка Євгена Федоровича. Організація отримала від держави приміщення (вул. Пушкіна, 13). За перше післявоєнне десятиліття організація вже нараховувала 25 членів. Плідно працювали в ті роки поети Віктор Бершадський i Юрій Трусов, Олександр Уваров i Володимир Іванович, Іван Рядченко i Володимир Гетьман; прозаїки Іван Мавроді i Володимир Лясковський, Ганна Матійко i Настасія Зорич, Іван Гайдаєнко i Олександр Батров, Юрій Усиченко i Степан Ковганюк.
Одеська організація була єдиною на теренах колишнього СРСР обласною письменницькою організацією, яку нагороджено бойовою медаллю, а саме — «За Оборону Одеси».
До 1958 року вийшло друком 54 альманахи «Літературна Одеса». Через роки почав виходити новий спілчанський регіональний літературний журнал «Горизонт». Назва «Літературна Одеса» повернулась журналові вже на межі ХХІ ст.
Отже, за весь час Одеську обласну письменницьку організацію очолювали: Бандуренко Євген Федорович, Гайдаєнко Іван Петрович, Логвиненко Віталій Андрійович, Рядченко Іван Іванович, Колісниченко Анатолій Іларіонович, Дузь Іван Михайлович, Сушинський Богдан Іванович, Щипківський Геннадій Павлович. З 2013 р. — Дмитрієв Сергій Вікторович.
|                            | Одеська обласна організація завжди відрізнялась різномовністю авторів. Письменники, які входили до її складу, писали українською, російською, ідиш, болгарською, сербською мовами. |
| — Сергій Дмитрієв, 2021 р. | |

Наприкінці 1960-х — початку 1970-х років Одеське відділення Спілки радянських письменників поповнилося новими іменами — це поети Володимир Домрін, Юрій Михайлик, Ізмаїл Гордон і Борис Нечерда, літературознавці Василь Фащенко й Іван Дузь.
Письменники долучились до створення 1984 в Одесі регіонального літературного музею. Почало функціонувати літоб'єднання ім. Є. Бандуренка. Засновані літературні премії ім. Едуарда Багрицького, ім. Степана Олійника, обласний літературний конкурс «Південна ліра».
Лауреатами Шевченківської премії ставали такі одеські письменники, як Василь Фащенко (1985), Борис Нечерда (2000), Тарас Федюк (2007), Володимир Рутківський (2012).
Знаковим стало видання антології-довідника «Письменники Одещини на межі тисячоліть» (1999). Від 1980 року спільно з міською бібліотечною системою видано понад 30 бібліографічних покажчиків у серії «Письменники Одеси». В обласному центрі за сприяння спілчан проводиться міжнародна книжкова виставка-ярмарок «Зелена хвиля», фестиваль української книги.
Вже у 2000-ні роки вручаються раз на два роки літературні премії ім. В. Мороза (для творчої молоді) та ім. І. Гайдаєнка (для прозаїків). Видано колективні спілчанські альманахи «Одеська читанка» (2017), Одеський меридіан" (2020), «Барабулька» (2022).
Станом на початок 2023 року на обліку Одеського спілчанського осередку перебував 61 письменник.

## Члени
1. Арсенія Велика (Данилюк Людмила Володимирівна) 1958 р.н., з 03.12.2015
2. Бардієр Євген Олександрович 1979 р.н., з 2004
3. Бошков Віталій Михайлович 1968 р.н., з 17.01.1995
4. Бутук (Чухрій) Наталія Григорівна з 26.03.2003
5. Василькова Інна Іванівна 1957 р.н., з 31.10.2019
6. Вовк Людмила Павлівна 1958 р.н., з 18.10.2018
7. Гаврюк Іван Дмитрович 1946 р.н., з 27.04.2004
8. Геращенко Ігор Борисович 1957 р.н., з 21.03.1996
9. Глущак Анатолій Степанович 1940 р.н., з 19.12.1974
10. Говда Олег Йосипович (Степан Кулик) 1964 р.н., з 15.02.2012
11. Горст Георгій Миколайович 1942 р.н., з 18.09.1984
12. Григор'єва Олександра Георгіївна 1984 р.н., з 2007
13. Демиденко Валерій Григорович 1954 р.н., з 18.10.2018
14. Дмитрієв Сергій Вікторович 1971 р.н., з 27.04.2004
15. Дрямін Олег Йосипович 1956 р.н., з 16.01.1997
16. Дячук Юрій Іванович 1954 р.н., з 03.12.2015 (Київ, Молдова)
17. Задоя Іван Михайлович 1956 р.н., з 15.02.2012
18. Заславська Євгенія Львівна 1971 р.н., 03.03.2017
19. Зубко Світлана Олександрівна 1949 р.н., з 09.12.1997
20. Іщук (Ткаченко) Інна Анатоліївна 1972 р.н., з 03.12.2015
21. Карачевська Олена Віталіївна з 12.03.2020
22. Кітік Владислав Адріанович 1954 р.н., з 27.10.2016
23. Костенко Ганна Костянтинівна 1988 р.н., з 29.05.2006
24. Кракалія Іван-Роман Тарасович 1940 р.н., з 2009
25. Кривошапка Олександр Григорович 1963 р.н., з 31.10.2019
26. Кулаковський Леонід Францович 1965 р.н., з 03.03.2017
27. Куций Олександр Артемович з 03.12.2015 (нема в Довіднику-2023)
28. Леус Елла Володимирівна 1964 р.н., з 2015?
29. Макаров Олександр Володимирович 1954 р.н., з 31.10.2019
30. Маліцька Анна Дмитрівна з 12.03.2020
31. Мамонтенко Анастасія Олександрівна 1994 р.н., з 03.03.2017
32. Мардань Олександр Євгенович 1956 р.н., з 25.12.2006
33. Матвієнко Людмила Валентинівна 1951 р.н., з 18.10.2018
34. Мефодовський Сергій Іванович з 12.03.2020
35. Мовчан-Карпусь Надія Михайлівна 1944 р.н., з 25.03.1999
36. Муратов Наїль Ніязович 1951 р.н., з 2016?
37. Надемлінський Олексій Юрійович 1961 р.н., з 31.10.2019
38. Нєнов Іван Георгійович 1944 р.н., 26.10.2013
39. Орленко Віталій Федорович 1937 р.н., з 10.11.1978
40. Павленко Василь Васильович 1947 р.н., з 23.10.2012
41. Палашевська Наталія Віталіївна 1967 р.н., з 23.04.1998
42. Пилипенко Георгій Прокопійович 1939 р.н., 03.12.2015
43. Полтавчук Василь Григорович 1953 р.н., з 24.12.2003
44. Птащенко Олександр Олександрович 1940 р.н., 18.10.2018
45. Работін Юрій Анатолійович 1956 р.н., з 31.10.2019
46. Різниченко Олекса (Різників Олекса Сергійович) 1937 р.н., з 26.12.1990
47. Рядченко Сергій Іванович 1952 р.н., з 28.10.1988
48. Савицька Жанна Борисівна 1968 р.н., з 17.04.2007
49. Сидорук Валентина Олександрівна 1949 р.н., з 29.04.2014
50. Сисін Юрій Михайлович 1943 р.н., 2013?
51. Сподарець Володимир Іванович 1949 р.н., 2015?
52. Стельмах Віктор Анатолійович 1950 р.н., з 17.04.2007
53. Стриженюк Станіслав Савович з 1931 р.н., 26.11.1959
54. Суховецький Микола Михайлович 1947 р.н., з 22.01.1979
55. Сушинський Богдан Іванович 1946 р.н., з 02.10.1973
56. Тома Ірина Вікторівна 1983 р.н., з 03.12.2015
57. Трохліб Валерій Васильович 1948 р.н., з 26.02.1985
58. Чайківський  Олесь (Олександр) Якович 1938 р.н., 2015?
59. Чамлай Наталія Володимирівна 1955 р.н., з 27.04.2004
60. Шупта Дмитро Романович 1938 р.н., з 19.11.1986
61. Щипківський Геннадій Павлович 1944 р.н., з 18.06.1998

Вибули:
1. Ачимович Тихомир Михайлович 1926—1978, 1969
2. Бабієнко Володимир Андрійович 1947—2022, з 05.05.2023 (посмертно?), помер 22.06.2022
3. Базоєв Мурат Михайлович 1922—1972, 1979
4. Бандуренко Євген Федорович 1919—1972, 1946
5. Барладяну Василь Володимирович, з 29.09.1994, помер 3.12.2010
6. Батров Олександр Михайлович 1906—1990, 1935
7. Березінський Віталій Костянтинович 1937—2011 з 1965, помер 24.08.2011
8. Бершадський Віктор Арнольдович 1916—1972, 1939
9. Буханенко Дмитро Панасович, 1939—2008, з 06.03.1990
10. Буше Іван Семенович 1908—1979, 1956
11. Вайнерман Ханан Абрамович 1902—1979, 1936
12. Вихристенко Василь Іванович 1935-10.05.2016, з 29.05.1997
13. Вовк Віктор Іванович (письменник), 1937-06.03.2007, з 30.09.1997
14. В'язовський Григорій Андрійович 1919—1996, 1962
15. Гайдаєнко Іван Петрович 1914—1994, 1949
16. Гаранін Володимир Михайлович 1934—2014, з 23.03.1993
17. Гетьман Володимир Петрович 1921—2003, 1952
18. Голишев Аркадій Олексійович 1923—1994, 1972
19. Гольденберг Шимон Рафаїлович 1911—1941, НСПУ
20. Гончаренко Василь Абрамович 1925—1993, 1961
21. Гордон Ізмаїл Борисович, 1922—27.12.2008, з 18.01.1974
22. Горлецький Лук'ян Петрович 1910—1986, 1957
23. Губерман Айзик Шмульович, 1906—1966, 1937
24. Данилов Сергій (Садоф) Якович 1912—1984, 1947
25. Деревенча Матвій Юхимович, ????-????, з 03.03.2017
26. Дзюба Віктор Іларіонович 1936—2004, 1990
27. Дерев'янко Борис Федорович 1938—1997, 1986
28. Домрін Володимир Вікторович 1934—1985, 1962
29. Друзяка В'ячеслав Михайлович 1940 р.н., 1999; виїхав до Чехії
30. Друкер Ірма Хаїмович 1906—1982, 1940
31. Дузь Іван Михайлович 1919—1994, 1962
32. Захаров Георгій Якович (Сухер Махальников) 1898—1964, 1933
33. Земляков Леонід Федорович 1913—1989, 1953
34. Зленко Григорій Дем'янович 1934—2015, з 31.05.1983
35. Зорич Анастасія Антонівна 1917—2000, 1954
36. Євса Андрій Іванович 1927—2015, з 23.03.1993
37. Іванович Володимир Ієронімович 1905—1985, 1948
38. Карєв Григорій Андрійович 1914—1992, 1964
39. Клюєнко Дмитро Миколайович 1930-25.12.2008, з 21.11.2000
40. Ковганюк Степан Петрович 1902—1982, 1953
41. Колісниченко Анатолій Іларіонович 1943-12.04.2015, з 11.04.1968
42. Конак Станіслав Васильович 1937—2016, з 09.12.1993
43. Кур'ята Ніна Володимирівна виїхала до Києва 2003 р.
44. Левченко Михайло Олександрович 1922—1989, 1960
45. Логвиненко Віталій Андрійович 1928—1990, 1958
46. Лур'є Ноте (Натан) Михайлович 1906—1987, 1934
47. Лясковський Володимир Георгійович 1917—2002, 1955
48. Мавроді Іван Васильович 1911—1981, 1936
49. Майоров Микола Кирилович 1919—1993, 1955
50. Маловічко Іван Кирилович 1909—1942, 1934
51. Мар'єнко Федір Сергійович 1911—1971, 1961
52. Матійко Ганна Степанівна 1910—1980, 1955
53. Миколюк Василь Корнійович 1904—1937, НСПУ
54. Михайлевський Антон Флоріанович 1943—2020, з 10.11.1978
55. Могильницька Галина Анатоліївна 1937—12.12.2021, з 03.12.2015
56. Мороз Валентин Леонідович 1938—2013, з 26.06.1965
57. Надіїн Дмитро Пимонович 1907—1942, НСПУ
58. Нарушевич Віктор Володимирович 1937—2003, 1983
59. Невмитий Володимир Ілліч 1954-03.09.2013, з 27.04.2004
60. Недзвідський Андрій Володимирович 1908—1984, 1957
61. Нечерда Борис Андрійович 1939—1998, 1965
62. Нєвєров Ігор Михайлович 1926—1995, 1965
63. Овчаренко Михайло Полікарпович 1941—1992, 1992
64. Олійників Олег Семенович 1938—2018, з 16.06.1992
65. Палієнко Микола Олександрович 1944—2022, з 11.11.1976
66. Панько Педа 1907—1937, НСПУ
67. Півень Василь Микитович 1951-30.06.2018, з 16.05.1995
68. Плахтін Іван Олексійович 1906—1961, 1953
69. Портенко Андрій Панасович 1910—1943, 1934
70. Прісовський Євген Миколайович 1933—2007, з 15.09.1970
71. Ройченко Анатолій Антонович 11.04.1937-27.10.2018, з 26.10.2013
72. Рутківський Володимир Григорович 1937—2021, з 08.10.1969
73. Рядченко Іван Іванович 1924—1997, 1950
74. Сагайдак Василь Поліонович 1945-03.01.2006, 1987
75. Селютіна Лідія Яківна 1920—2007, 1963
76. Сергієвич Дмитро Григорович 1912—2004, 1955
77. Сергієнко Костянтин Степанович 1925—2002, 1988
78. Сердюков Микола Іванович 1919—1998, 1983
79. Сиротюк Микола Йосипович 1915—1984, 1953
80. Сікорський Яків Парфентійович 1904—1980, 1959
81. Ткачук Михайло Станіславович 1923—1993, 1983
82. Трусов Юрій Сергійович 1914—1990, 1948
83. Уваров Олександр Георгійович 1913—1993, 1948
84. Усиченко Юрій Іванович 1919—1980, 1951
85. Фащенко Василь Васильович 1929—1999, 1966
86. Феденєв Родіон Костянтинович 1939—2007, 1983
87. Циба Михайло Євгенович 1928-16.02.2017, з 10.11.1978
88. Черкащенко Іван Михайлович 1924-13.01.2011, 1984
89. Шелудяков Олександр Григорович 1928-25.12.2010, 1973
90. Шеренговий Олекса Гнатович 1943-17.09.2008, з 12.01.1971
91. Шишкін Андрій Олександрович 1947-??.11.2009, з 01.07.1982
92. Штенгелов Євген Степанович 1935—2018, з 15.03.1976, помер 22.11.2018
93. Щеглов Павло Іванович 1918—1983, 1961
94. Щербань Надія Семенівна 1937—1977, 1964
95. Янчук Борис Васильович, 1935-25.05.2009, з 29.12.1967
96. Ярмульський Андрій Григорович 1934—1996, 1963[3]